# Edwige Jagellon (1457-1502)
Pour les articles homonymes, voir Edwige Jagellon.
Edwige Jagellon (en polonais Jadwiga Jagiellonka), née le 21 septembre 1457 à Cracovie et morte le 18 février 1502 à Burghausen, aussi appelée Edwige de Burghausen, est duchesse de Bavière-Landshut de 1479 à 1502 en tant qu'épouse du duc Georges de Bavière.

## Biographie
Elle est fille de Casimir IV Jagellon, roi de Pologne et archiduc de Lituanie, et de son épouse  Élisabeth de Habsbourg, fille d'Albrecht II. Son frère Vladislas IV de Bohême est roi de Bohême à partir de 1471.

### Le mariage de Landshut
Au printemps 1474 commencent les négociations entre les cours de Landshut et de Cracovie sur un mariage entre Edwige et le duc Georges, fils aîné du duc régnant Louis IX de Bavière, duc de Bavière-Landshut. Comme elle et son fiancé sont apparentés par leur grand-mère commune, une dispense papale est nécessaire et est accordée pour le mariage.
Le mariage a lieu le 14 novembre 1475 mariage à Landshut. Les festivités durent six jours, en la présence de l'empereur Frédéric III et de deux princes électeur. Elles sont entrées dans l'histoire comme l'un des mariages les plus brillants du Moyen Âge.  Aujourd'hui encore, la ville de Landshut célèbre tous les quatre ans la Landshuter Hochzeit (de) (les « noces de Landshut »).

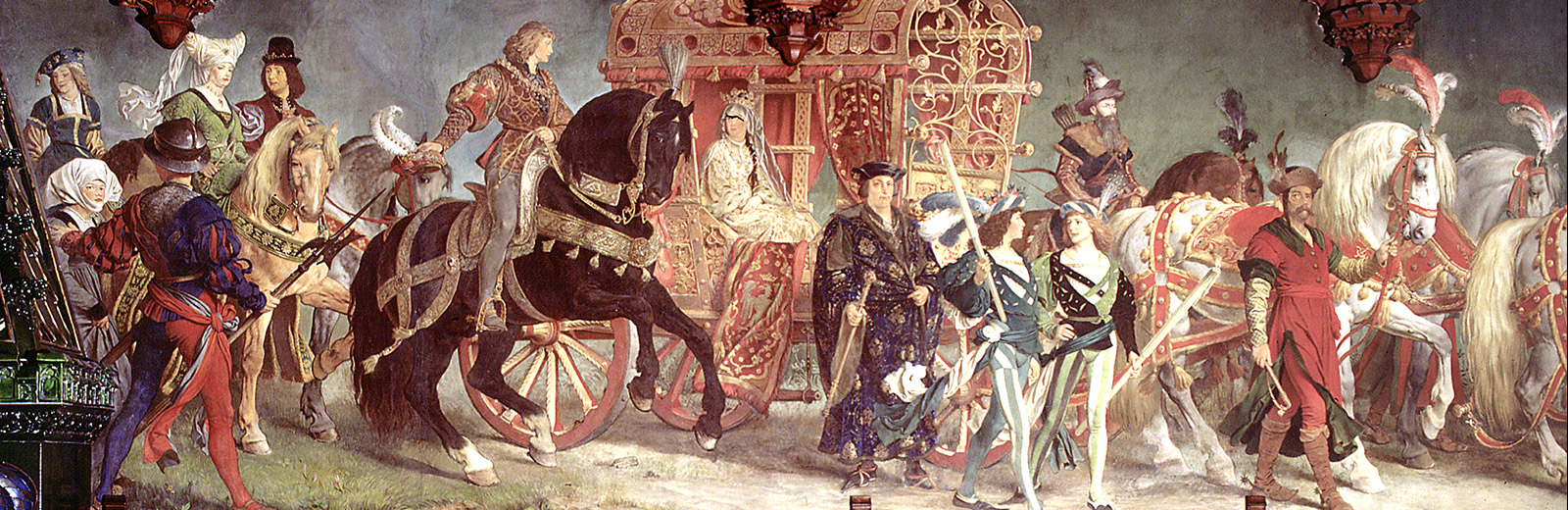
Mariage de 1475; le carrosse de la princesse Edwige est escorté du futur duc Georges le Riche. Salle d’apparat de l'hôtel de ville de Landshut. Peinture de August Spieß, Rudolf Seitz, Ludwig Löfftz et Konrad Weigand, fin du XIXe siècle.

### Duchesse de Bavière-Landshut

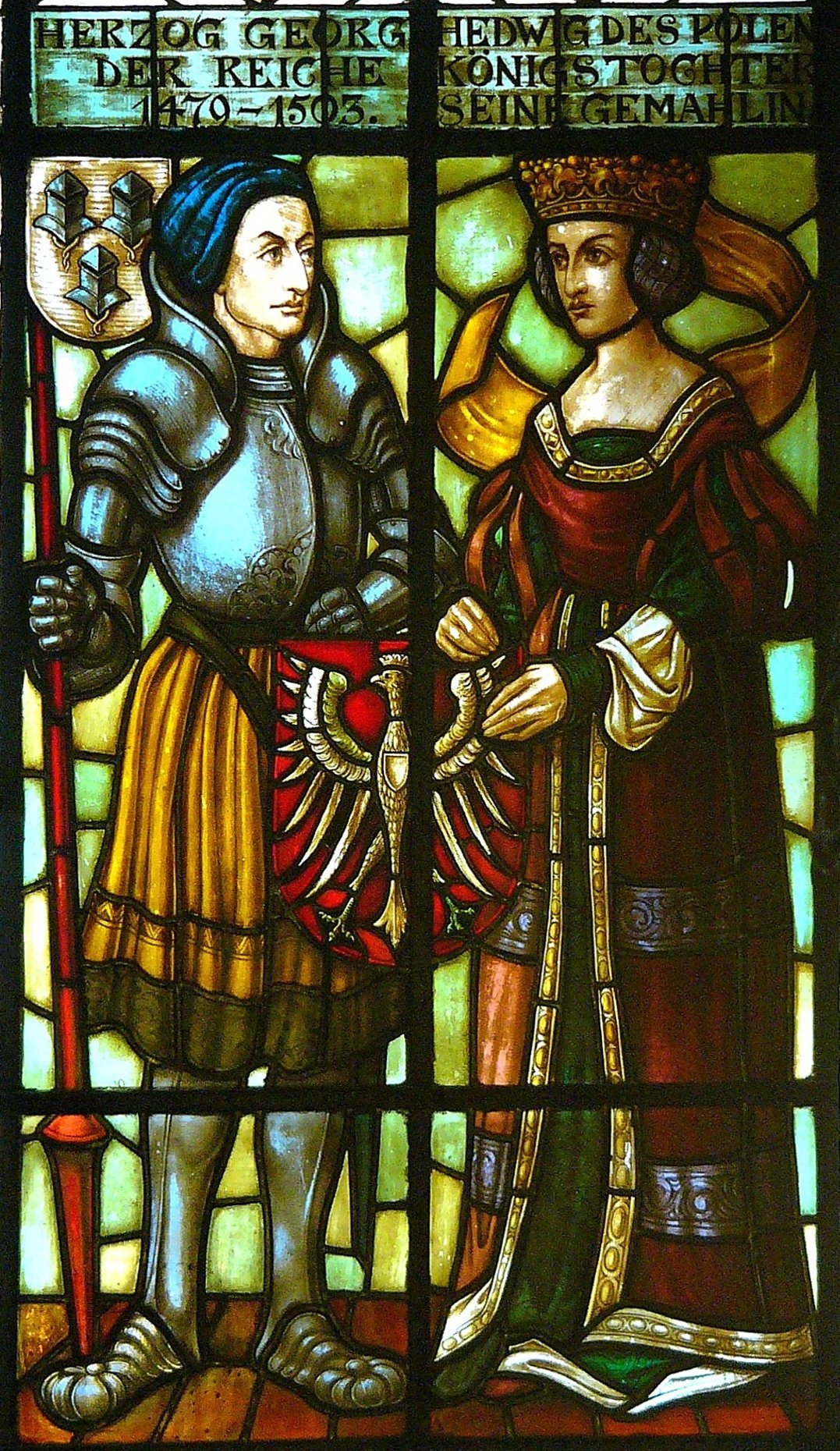
Georges le Riche et Edwige Jagellon sur une fenêtre de l'hôtel de ville de Landshuter.

La duchesse Edwige vit après son mariage, comme ses  devancières, au Burg zu Burghausen (de), où elle aurait donné naissance à cinq enfants, dont seulement deux filles, Élisabeth de Bavière (de) et Marguerite de Bavière (de) atteignent l'âge adulte. Le mariage n'a pas été considéré comme particulièrement heureux, mais l'opinion selon laquelle elle avait été bannie et exilée à Burghausen immédiatement après leur mariage ne correspond pas aux faits.[réf. souhaitée]
Edwige meurt à Burghausen en 1502, un an avant son mari. Elle est enterrée dans l'église du monastère cistercien de Raitenhaslach, lieu traditionnel d'enterrement des membres de la maison de Wittelsbach morts à Burghausen. Sa tombe était visible jusqu'à la sécularisation en Bavière dans le cadre des suites du Recès de la Diète d'Empire de 1803. À sa place, une plaque commémorative a été fixée au sol de l’église, avec le soutien des promoteurs du mariage de Landshut.
À la mort du duc Georges, et en absence d'héritier mâle, éclate en 1504 la guerre de Succession de Landshut.

## Source
- (de) Johann Dorner, Herzogin Hedwig und ihr Hofstaat : Das Alltagsleben auf der Burg Burghausen nach Originalquellen des 15. Jahrhunderts, Burghausen, Stadt Burghausen, coll. « Burghauser Geschichtsblätter » (no 53), mars 2004, 3e éd., 240 p. (ISBN 978-3-9809426-1-4).
- Notices d'autorité :   - VIAF
  - ISNI
  - BnF (données)
  - IdRef
  - LCCN
  - GND
  - Pologne